# Joseph Nelis
Pour les articles homonymes, voir Nélis.
Joseph Jef Nelis est un footballeur belge, né le 1er avril 1917 à Tutbury (Angleterre) et mort le 12 avril 1994.

## Biographie
Attaquant au Royal Berchem Sport, Joseph Nelis a été sélectionné pour la Coupe du monde en 1938 en France, mais n'a pas joué durant cette compétition. Par contre, il effectue deux matches et marque deux buts en 1940 avec l'équipe de Belgique.

## Palmarès
- International en 1940 (2 sélections et 2 buts marqués)
- Présélectionné à la Coupe du monde 1938 (ne joue pas)